# Cárcel Real (Cádiz)
La Cárcel Real es uno de los edificios emblemáticos que se levantan en Cádiz durante la época de la Ilustración. Actualmente es  la Casa de Iberoamérica, gestionada por la Sociedad Municipal Cádiz 2012, dependiente del Ayuntamiento de Cádiz.

## Historia
En 1792 la ciudad de Cádiz, en atención a la mala distribución, situación y construcción de la antigua cárcel, determinó la construcción de una nueva, en un paraje más ventilado y de una capacidad proporcionada a la población. Lo diseña en el año 1794 Torcuato Benjumeda, el más representativo de todos los arquitectos que trabajan en la ciudad, en un momento en que comienza el declive económico y en el que el Neoclásico está de moda, en contraposición con el hasta entonces vigente Barroco, que ahora se considera decadente e incluso de mal gusto. El coste total de las obras fue de 3,5 millones de reales.
Los planos están fechados en 1794, año en que comienzan las obras. Sin embargo, tienen que ser posteriores, ya que Benjumeda firma con el título de académico de mérito, título que no se le concedió hasta 1807. También se cita a la ciudad como «Muy Heroica», título que fue concedido a la ciudad de Cádiz en 1816.
El edificio, sin lugar a dudas, la obra cumbre del Neoclásico andaluz se comienza a utilizar como prisión en el año 1836, cuando se termina gran parte del mismo por el también arquitecto Juan Daura, quedando entonces por terminar el último tramo, el más cercano al mar, que no se acabó hasta el año 1990, en la rehabilitación realizada para el Ministerio de Justicia por J. Montes Deza, para habilitarlo como sede de los Juzgados, que lo salvó de un estado casi de ruina. Siguiendo los planos originales se completó la última crujía del edificio y se instala a modo de remate en el cuerpo avanzado de la fachada principal, un ático rectangular y un gran escudo con dos pináculos a los lados. El edificio continuó siendo una prisión hasta el año 1966, cuando fue abandonado, y fue sede de los Juzgados desde mayo de 1991 hasta 2006. Una vez devuelta la propiedad del inmueble al Ayuntamiento se realizó otra gran reforma para acondicionarlo como Casa de Iberoamérica, un centro cultural gestionado por la Sociedad Municipal Cádiz 2012 con varias salas para exposiciones, encuentros y actos culturales, que fue inaugurado en enero del año 2010.

## Descripción

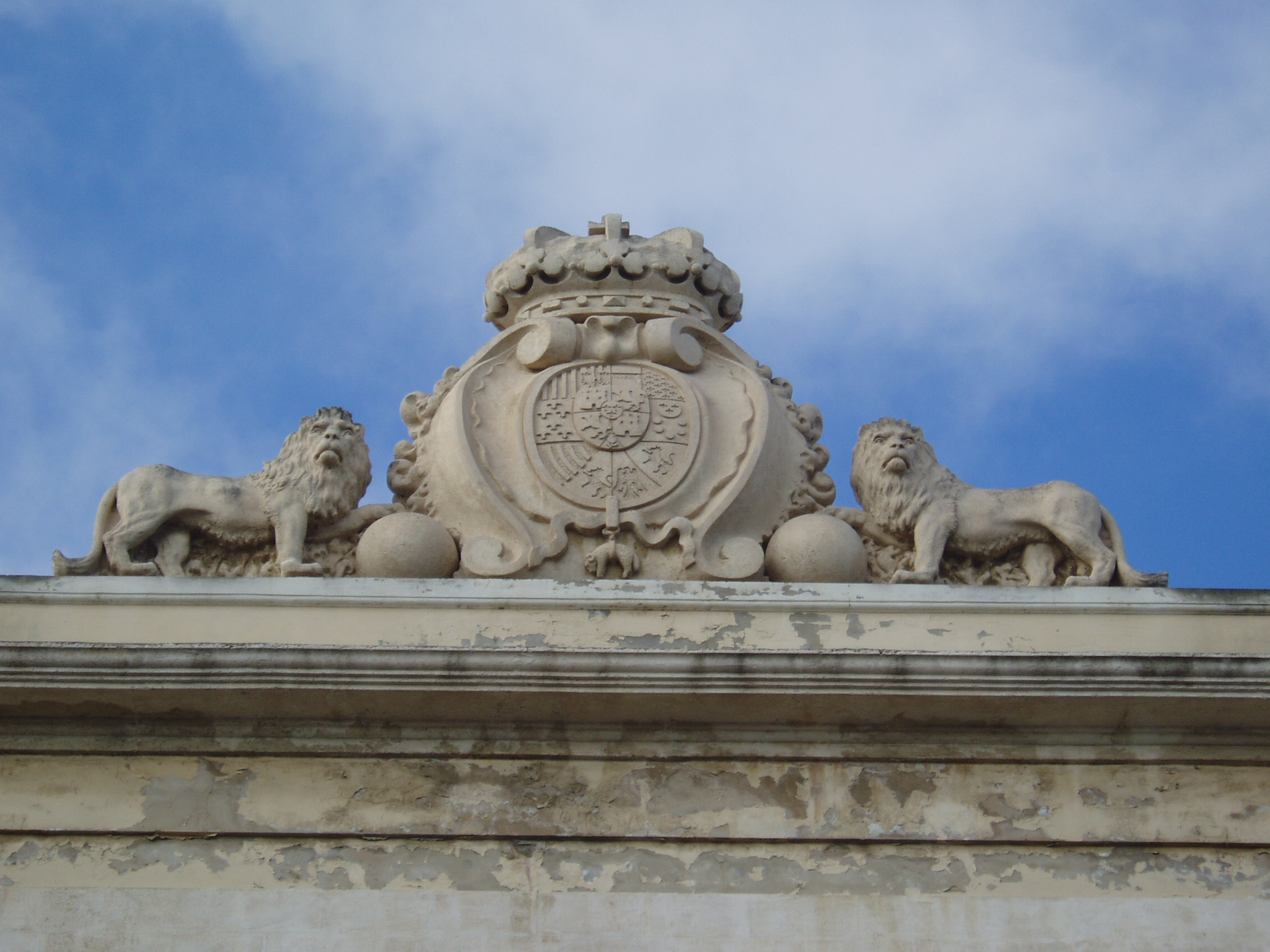
Detalle: escudo y leones

Edificio de planta rectangular, de 66,87 por 33,45 metros y perfectamente simétrico, que se organiza según un patio central cuadrado y de otros dos rectangulares menores a los lados, alrededor de los cuales se distribuyen las celdas y otras dependencias en dos plantas de altura.
En alzado presenta dos plantas, con un cuerpo central avanzado. Pilastras toscanas, de orden gigante (peraltadas sobre un basamento) enmarcan los vanos. Las ventanas de la planta baja, de mayor luz, tienen un sencillo guardapolvo de traza horizontal, que desciende cóncavo en sus extremos. Sobre las pilastras corre un entablamento, en cuyo friso hay triglifos y bajo ellos tres gotas. 
El cuerpo central de la fachada presenta cuatro columnas toscanas adosadas, más dos pilares en los extremos, del mismo orden. En los lados menores del cuerpo central, sobre los vanos de la planta baja (y enmarcados por pilastras), se distribuyen unos semicírculos ciegos, sobre los que hay inscrito un óculo.
Encima de la portada principal tenía una inscripción que decía: "Odia el delito, compadece al delincuente", frase debida a Concepción Arenal. Enrique Romero de Torres en su Catálogo Monumental de España - Provincia de Cádiz, lo consideraba como "el edificio civil de mejor gusto arquitectónico de Cádiz" y "si no fuera por la leyenda antes citada se podría pensar que habría sido construido para un museo o centro literario".